# Toast Hawaii
För skivbolaget, se Toast Hawaii (skivbolag).

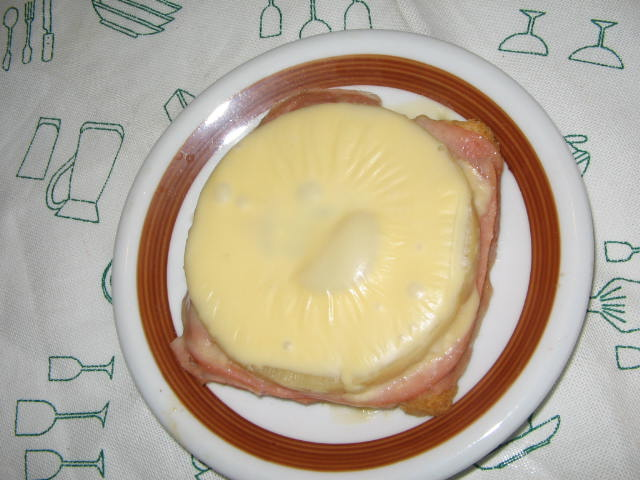
En tillagad Toast Hawaii

Toast Hawaii är en skiva vitt rostat bröd med pålägg av skinka, ananas och ost som sedan gratineras. Denna toast blev under 1950-talet populär i Västtyskland. Som upphovsman räknas TV-kocken Clemens Wilmenrod som 1955 presenterade kreationen för första gången i TV. Den östtyska varianten skiftade mellan skinka, salami eller annan korv och istället för ananas togs ibland persika. Det östtyska alternativet kallades vanligen för Karlsbader Schnitte.
Ibland fylls ananasskivans hål med lingon, sött paprikapulver eller ett cocktailbär inlagt i likör.
Även andra maträtter som består av eller är garnerad med skinka och ananas fick tillsatsen Hawaii i namnet, bland annat Hawaii-pizza.